# Tachytrechus analis
Tachytrechus analis är en tvåvingeart som först beskrevs av Octave Parent 1954.  Tachytrechus analis ingår i släktet Tachytrechus och familjen styltflugor.
Artens utbredningsområde är Colombia. Inga underarter finns listade i Catalogue of Life.